# Sosna zachodnia
Sosna zachodnia (Pinus monticola Dougl. ex D. Don) – gatunek drzewa iglastego z rodziny sosnowatych (Pinaceae). Sosna zachodnia występuje na obszarze Ameryki Północnej, na górzystych terenach USA (Kalifornia, Idaho, Montana, Nevada, Oregon, Waszyngton) i Kanady (Alberta, Kolumbia Brytyjska). W Polsce spotykana bardzo rzadko w uprawie.

## Morfologia

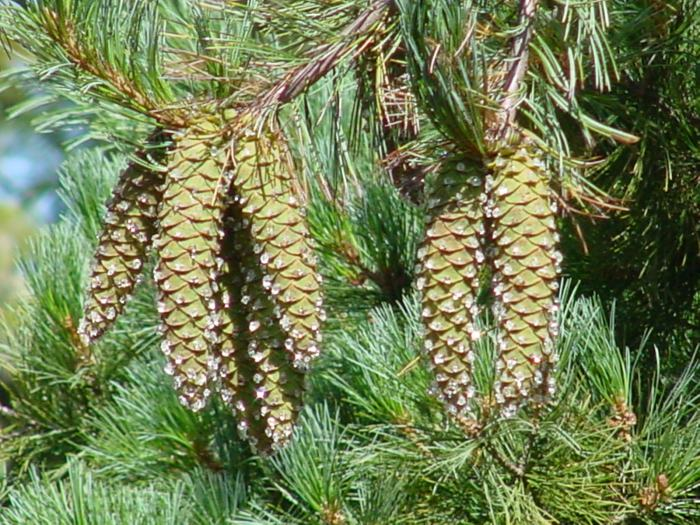
Szyszki

PokrójDrzewo iglaste, o koronie wąskiej, stożkowatej, z krótkimi gałęziami. Z wiekiem korona szeroka i spłaszczona.
PieńProsty, osiąga wysokość 30–60(70) m i średnicę 100(250) cm. Kora młodych drzew jest szara, cienka i gładka, starszych przypomina szachownicę.
LiścieIgły długości 4–10 cm, szerokości 0,7–1 mm, zebrane w po 5 na krótkopędach. Proste, lekko skręcone, brzegiem ząbkowane, niebiesko-zielone.
SzyszkiSzyszki męski elipsoidalne, długości 10–15 mm, żółte. Szyszki żeńskie w grupach, początkowo szaro-żółte, do jasnoróżowych, wyrastają na szczytach gałązek. Symetryczne, młode cylindryczne, elipsoidalne po otwarciu. Dojrzałe osiągają długość 10–25 cm, są jasnobrązowe, lekko wygięte na obu końcach, żywiczne, z tarczkami zakończonymi ciemną piramidką. Osadzone na szypułce o długości do 2 cm. Nasiona czerwono-brązowe, długości 5–7 mm, opatrzone skrzydełkiem o długości 2–2,5 cm.
Gatunki podobneZ wyglądu podobna do sosny Lamberta (Pinus lambertiana), ale można je rozróżnić na podstawie kory i szyszek (szyszki s. Lamberta są większe, osiągają nawet 50 cm długości).

## Biologia i ekologia
Drzewo szybko rosnące, długowieczne. W warunkach naturalnych, gdy nie jest zarażone rdzą wejmutkowo-porzeczkową, dożywa powszechnie 300–400 lat, rzadko 500.
Gatunek jednopienny, zdolny do produkcji szyszek w wieku 7 lat, jednak regularnie i obficie wytwarza nasiona dopiero po osiągnięciu 70 lat. Zdolności rozrodcze drzewa zwiększają się dopóki średnica pnia nie osiągnie 0,5 m. Od tego momentu liczba i jakość nasion zależą od indywidualnych predyspozycji okazu, jak żywotność i stan korony. Pędy rozrodcze wykształcają się w lipcu-sierpniu, a rozwijają następnej wiosny, w czerwcu. Pylenie następuje na przełomie czerwca i lipca. Zapylone szyszki żeńskie do końca pierwszego sezonu wegetacyjnego osiągają długość 2,5–5 cm. Szyszki dojrzewają w sierpniu i wrześniu następnego roku. Nasiona rozsiewane są od wczesnej jesieni do zimy, zazwyczaj przez wiatr. Wiewiórki, gryzonie i ptaki także przyczyniają się do rozsiewania nasion. Większość nasion spada w odległości do 120 m od drzewa, maksymalny zasięg to 800 m.
Igły pozostają na drzewie 3–4 lata. Stare igły stają się słomkowożółte między połową sierpnia i pierwszym tygodniem września i wkrótce potem opadają.
Porasta tereny górzyste do wysokości 1000 m n.p.m. na północy zasięgu, i wysokości 1900–3000 m na południu. Zasięg rozciąga się wzdłuż zachodniego wybrzeża Ameryki Północnej od 51° 30' do 35° 51' szerokości północnej i obejmuje stanowiska od wyspy Vancouver na południe do Oregonu i w Górach Kaskadowych (mniejsze populacje w górach Siskiyou, Sierra Nevada, nad jeziorem Tahoe). Drugie skupisko sosny zachodniej znajduje się w głębi lądu i rozciąga od 52° 30' do 44° 14' szerokości północnej. Obejmuje stanowiska nad jeziorem Le Quesnel, na południe przez góry Selkirk do gór Bitterroot, najdalej na południe populacje sięgają Gór Błękitnych, na wschód Parku Narodowego Glacier.
Zazwyczaj występuje w mieszanych lasach iglastych, sporadycznie tworzy jednogatunkowe drzewostany. Łącznie występuje w 18 typach lasów w USA i Kanadzie. W lasach, w których jest dominującym gatunkiem mogą jej towarzyszyć: jodła olbrzymia (Abies grandis), jodła górska (A. lasiocarpa), jodła wspaniała (A. magnifica), sosna wydmowa (Pinus contorta), sosna żółta (P. ponderosa), modrzew zachodni (Larix occidentalis), żywotnik olbrzymi (Thuja plicata), choina zachodnia (Tsuga heterophylla), jedlica zielona (Pseudotsuga menziesii), świerk Engelmanna (Picea engelmannii) oraz Tsuga mertensiana. W pozostałych typach lasów występuje także z innymi przedstawicielami drzew iglastych (m.in. Pinus albicaulis, P. balfouriana, P. flexilis, P. lambertiana, P. jeffreyi) oraz liściastych (Acer macrophyllum, Alnus rubra, Populus tremuloides, Betula papyrifera).
Nasiona sosny zachodniej stanowią pokarm dla wiewiórki pospolitej i gryzoni z rodzaju Peromyscus (myszak).
Sosna zachodnia wchodzi w związki mikoryzowe z grzybami: maślak ziarnisty (Suillus granulatus), S. subaureus, S. subluteus, Boletellus zelleri, Cenococcum graniforme, Chroogomphus ochraceus, klejek lepki (Chroogomphus rutilus), gołąbek smaczny (Russula delica), gołąbek winny (R. xerampelina), gąska zielonka (Tricholoma equestre).

## Systematyka i zmienność
Pozycja gatunku w obrębie rodzaju Pinus:
- podrodzaj Strobus
  - sekcja Quinquefoliae
    - podsekcja Strobus
      - gatunek P. monticola

## Zagrożenia
Międzynarodowa organizacja IUCN przyznała temu gatunkowi kategorię zagrożenia LC (least concern), czyli jest gatunkiem najmniejszej troski, spośród gatunków niższego ryzyka.

## Szkodniki i choroby

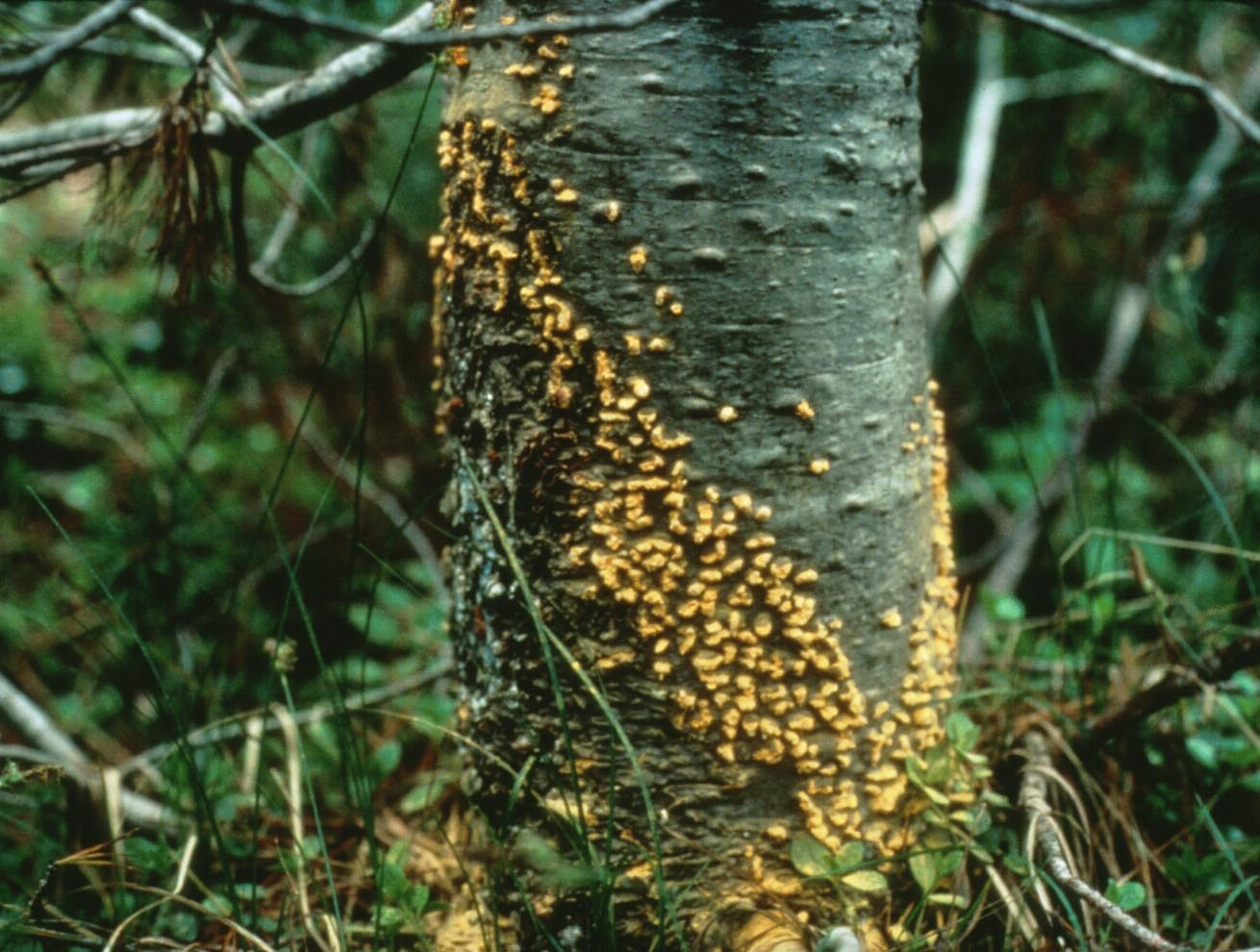
Sosna zachodnia zaatakowana przez C. ribicola

- Rdza wejmutkowo-porzeczkowa – choroba wywoływana przez grzyb Cronartium ribicola stanowi poważne zagrożenie dla gatunku. Rdza została przypadkowo przewieziona z Europy do Ameryki Północnej w 1909 roku. Służby leśne w USA szacują, że wyniszczonych zostało 90% drzewostanu na zachód od Gór Kaskadowych.
- Conophthorus monticolae, C. ponderosae – chrząszcze z rodziny ryjkowcowatych, żerujące na szyszkach nasiennych.
- szyszeń pospolity (D. abietella, syn. Dioryctria abietivorella) – ćma z rodziny omacnicowatych (Pyralidae), larwy żerują na szyszkach, głównie jedlicy, ale także sosny zachodniej.
- Eucosma rescissoriana – motyl nocny z rodziny zwójkowatych (Tortricidae), żeruje głównie na szyszkach sosny wydmowej i zachodniej.
- Arceuthobium monticola – roślina pasożytnicza (pasożyt pędowy), której głównym gospodarzem jest sosna zachodnia. Zasiedla sosny w górach Klamath w południowo-zachodnim Oregonie i w górach Siskiyou w północno-zachodniej Kalifornii.[8] Dwa inne gatunki Arceuthobium laricis i Arceuthobium tsugense również pasożytują na sośnie zachodniej, ale mają mniejsze znaczenie[6].

## Zastosowanie
Źródło surowca drzewnego. Drewno o dobrych parametrach, nieżywiczne, jasne i lekkie. Wykorzystywane do wyrobu ram okiennych, konstrukcji drewnianych, drzwi, paneli drzewnych, zapałek i wykałaczek. Nie jest już znaczącym źródłem surowca drzewnego.